# Homines id quod volunt credunt
La locuzione latina Homines id quod volunt credunt, tradotta letteralmente, significa "Gli uomini credono in ciò che vogliono".
La frase completa, fere libenter homines id quod volunt credunt ("generalmente gli uomini credono volentieri ciò che fa loro piacere"), è usata da Giulio Cesare nei Commentarii de bello Gallico (libro III, 18, 6) per spiegare le ragioni che avevano indotto i barbari a lanciare un attacco dissennato contro Quinto Titurio Sabino. Costui aveva convinto un proprio ausiliario a fingersi disertore e a passare al nemico, raccontando il timore dei Romani di non poter reggere di fronte ad un attacco immediato. L'inganno sortì l'effetto voluto portando i barbari alla sconfitta proprio perché spesso è facile persuadere le persone a credere alla veridicità di ciò che esse desiderano.
Lo stesso concetto è espresso dall'oratore greco Demostene nella terza delle tre orazioni Olintiache: «è agevol cosa sé medesimo ingannare, e l'uomo crede quel che ha caro».